# Siskiwitia alticolans
Siskiwitia alticolans är en fjärilsart som beskrevs av Ronald W. Hodges 1969. Siskiwitia alticolans ingår i släktet Siskiwitia och familjen fransmalar. Inga underarter finns listade i Catalogue of Life.